# Кобозєв Олексій Володимирович
Олексій Володимирович Кобозєв (13 квітня, Ставрополь, РРФСР, СРСР) — радянський футболіст, нападник.

## Спортивна кар'єра
Вихованець ставропольської футбольної школи. За місцеве «Динамо» провів: у першій лізі — 81 матч (10 голів), у другій лізі — 7, у кубку СРСР — 2. У двадцять років отримав запрошення від команди вищої ліги з Донецька. Протягом чотирьох сезонів був основним гравцем «Шахтаря». Після завершення останнього чемпіонату СРСР переїхав до Австрії, по одному сезону захищав кольори «Санкт-Пельтена» (вища ліга) і столичного «Фаворітнера» (друга за рівнем ліга). Протягом наступних десяти років грав у німецьких командах нижчих дивізіонів.

## Статистика
Статистика виступів за донецький «Шахтар»:
| Сезон  | Команда  | Чемпіонат | Чемпіонат | Чемпіонат | Кубок | Кубок | Кубок Федерації | Кубок Федерації | Всього | Всього |
| Сезон  | Команда  | Ліга      | Ігри      | Голи      | Ігри  | Голи  | Ігри            | Голи            | Ігри   | Голи   |
| ------ | -------- | --------- | --------- | --------- | ----- | ----- | --------------- | --------------- | ------ | ------ |
| 1988   | «Шахтар» | Д-1       | 28        | 5         | 3     | 0     | 5               | 2               | 36     | 7      |
| 1989   | «Шахтар» | Д-1       | 22        | 2         | 4     | 0     | 7               | 4               | 33     | 6      |
| 1990   | «Шахтар» | Д-1       | 23        | 4         | 4     | 0     | 2               | 3               | 29     | 7      |
| 1991   | «Шахтар» | Д-1       | 29        | 7         | 3     | 1     | —               | —               | 32     | 8      |
| Усього | Усього   | Д-1       | 102       | 18        | 14    | 1     | 14              | 9               | 130    | 28     |